# Ilex shimeica
Ilex shimeica là một loài thực vật có hoa trong họ Aquifoliaceae. Loài này được K.F. Kwok mô tả khoa học đầu tiên năm 1963.